# リラックスミュージック (音楽)
リラックスミュージック（Relax Music）とは、雨・せせらぎ・鳥の声などの自然環境音をメインパートにした、環境音楽に近い音楽ジャンルの一つである。

## 歴史
DTM作曲家のMicが1990年代後期に原型を創ったとされ、その後これに感化されたと曲が多く生み出された。
リラックスミュージックが誕生した頃既に自然の音を採り入れた音楽は数多く存在していたが、ブレイクビーツを使用したり自然の音をMIDIミュートを使用して敢えて機械的に切るなど、自然環境音をDTMの特徴や良さを活かして加工したサウンドはそれまでの他のジャンルと似て非なるものと言える。

## 特徴
- 70～100程度のゆったりとしたBPM（テンポ）で、軽めのブレイクビーツでリズム感を出している曲が多い。
- シンセパッドを使用している事が多いが、それらの殆どは "7thコード" や "9thコード" などのテンションコードを多用し、リズムやベースのグルーヴ感と伴って、独特の空気感を醸し出している。
- ブレイクビーツやスクラッチノイズを多用したりベースラインで独特のグルーヴ感を出すといった、クラブミュージック的な感覚も見られる。

## エピソード
このジャンルの産みの親であるMicは、同音楽専門の音楽ユニット "RELAX" を過去に立ち上げており、このユニット専属のヴォーカリストによって、ハミングやトーク、または囁くようなヴォイスも採り入れている。このジャンルにはブレイクビーツやベースなどのパートもあるが、本人曰く「この音楽は曲として聴き込むのではなく、昼下がりの午後にカフェなどで聴き流す "環境音" のようなもの」と語っている事から、あくまで軽めのBGMや自然界の音が無意識に耳に入る感覚で聴く音楽と言える。